# Collema uviforme
Collema uviforme är en lavart som beskrevs av Hue. Collema uviforme ingår i släktet Collema och familjen Collemataceae.   Inga underarter finns listade i Catalogue of Life.